# John Ellis (naturaliste)
Pour les articles homonymes, voir John Ellis et Ellis.
 (juin 2019).
Si vous disposez d'ouvrages ou d'articles de référence ou si vous connaissez des sites web de qualité traitant du thème abordé ici, merci de compléter l'article en donnant les références utiles à sa vérifiabilité et en les liant à la section « Notes et références ».

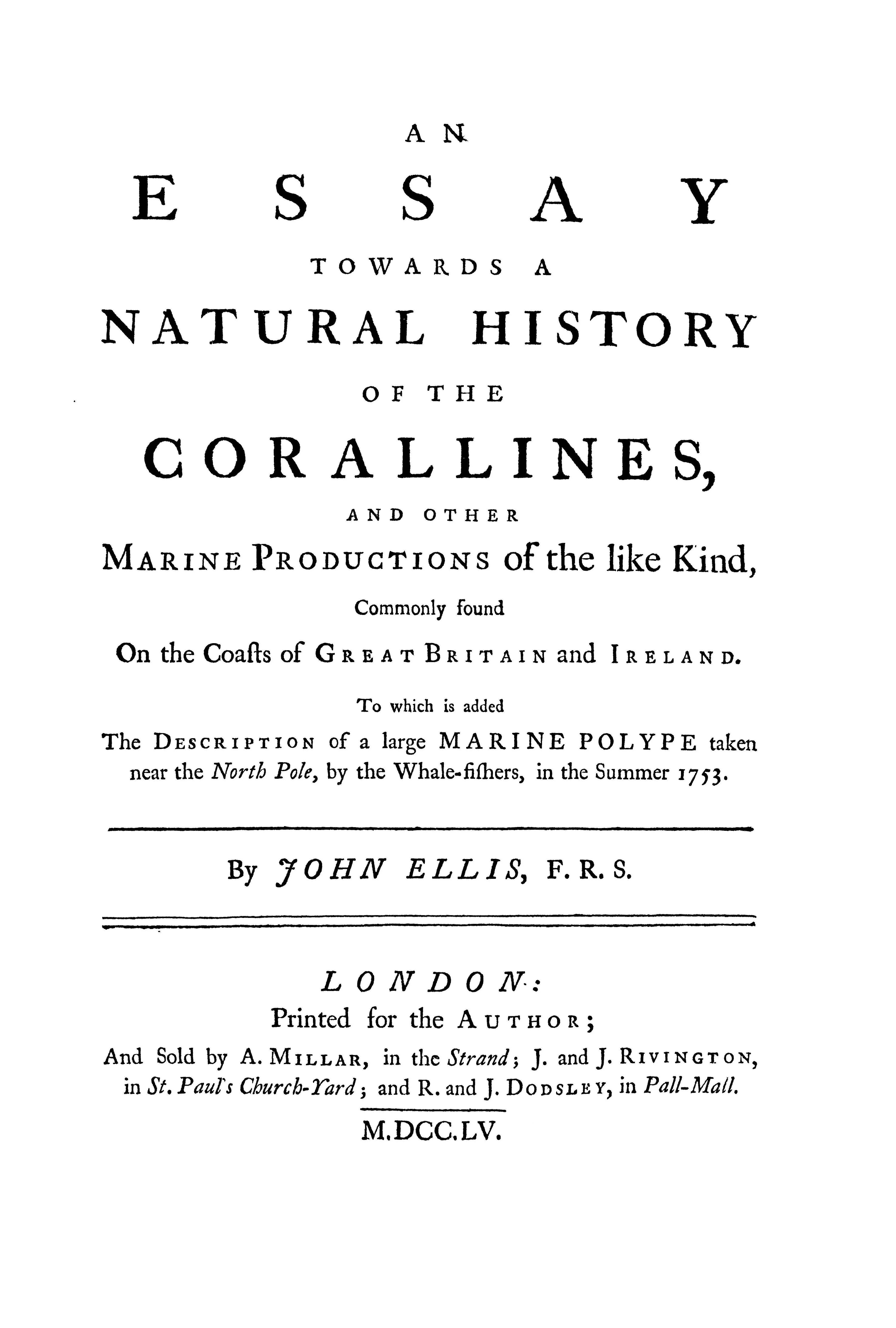
Page de titre de An essay towards a natural history of the Corallines, and other productions of the like kind.

John Ellis est un  naturaliste irlandais, né vers 1710 en Irlande et mort le 15 octobre 1776 à Londres.

## Biographie
Il est marchand de lin à Londres. Il est commissionné en Floride en 1764 et en Dominique en 1770, il fait parvenir en Grande-Bretagne de nombreuses semences américaines. Ellis s’intéresse particulièrement au transport des semences et des plants. Il correspond avec Carl von Linné (1707-1778) qui le décrit comme une étoile de l’histoire naturelle. Il devient membre de la Royal Society en 1754, celle-ci lui offre la Médaille Copley en 1767.
Il fait paraître Directions for bringing over Seeds and Plants from East-Indies... to which is added Figuere and Botanical Description of... Dionaea muscipula (1770), Historical Account of Coffee (1774), Description of Mangostan and Bread-fruit (1775), avec Daniel Solander (1733-1782) Natural History of Many Curious and Uncommon Zoophytes (1786). Linné lui dédie en 1763 le genre Ellisia de la famille des Hydrophyllaceae.